# Tamati Williams
Pour les articles homonymes, voir Williams.
Tamati Williams, né le 19 janvier 1984 à Dunedin en Nouvelle-Zélande, est un mannequin et footballeur international néo-zélandais d'ascendance maorie, qui évolue au poste de gardien de but. Il possède également la nationalité néerlandaise.

## Biographie

### Carrière en club
Avec le club de l'Auckland City FC, Tamati Williams dispute 23 matchs en Ligue des champions, et 5 matchs en Coupe du monde des clubs de la FIFA.
En 2015, il fait des essais non concluions au Go Ahead Eagles et au FC Volendam. En février 2016, il signe un contrat de six mois au RKC Waalwijk,. À la fin de la saison, il signe un nouveau contrat d'une saison au Waalwijk.

### Carrière internationale
Tamati Williams compte une sélection avec l'équipe de Nouvelle-Zélande depuis 2014.
Il est convoqué pour la première fois en équipe de Nouvelle-Zélande par le sélectionneur national Anthony Hudson, pour un match amical contre l'Afrique du Sud le 30 mai 2014. Lors de ce match, il entre à la 87e minute de la rencontre, à la place de Glen Moss. Le match se solde par un match nul et vierge (0-0).

### Carrière de mannequin
En tant que mannequin, Tamati Williams a représenté les marques Calvin Klein et Esprit,. En 2007, il fait une apparition dans un épisode de Top Model USA, et apparait sur une photo de plage avec la gagnante Jaslene Gonzalez lors de la saison 8. Il est représenté par les agences de Red11 d'Auckland, et de Chic Management de Sydney.

## Palmarès
- Avec l'Auckland City FC
  - Champion de Nouvelle-Zélande en 2014 et 2015
  - Vainqueur de la Ligue des champions en 2012, 2013, 2014 et 2015
  - Troisième de la Coupe du monde des clubs de la FIFA en 2014